# Faozan Rizal
Faozan Rizal, né le 18 avril 1973 à Tegal en Indonésie, est un réalisateur, scénariste et directeur de la photographie indonésien.

## Biographie
Faozan Rizal a grandi à Tegal dans la province de Java central. Il commence ses études à la faculté de Cinéma et de Télévision de l'Institut Kesenian de Jakarta d'où il sort diplômé en cinématographie en 1998. Il poursuit sa formation en intégrant l'Université d'été de La Femis en 1998.
Rizal s'intéresse dans un premier temps au cinéma expérimental. Ses premières œuvres s'inspirent du travail de Gotot Prakosa, l'un des pionniers du cinéma expérimental indonésien. Il s'essaye notamment à la gravure sur pellicule. Rizal collabore ensuite avec la danseuse d'origine allemande Katia Engel pour réaliser trois films d'environ trente minutes dans lesquels se mêlent la danse, la photographie et le cinéma. Rizal réalise ensuite une trilogie de courts métrages sur le thème de la personne que l'on devient en explorant son passé et de la personne que l'on est par rapport à notre relation aux autres . Yasujiro Journey (2004), Aries (2004) et Fugu (2009) sont respectivement réalisés en 16mm, 35mm et numérique . Les deux premiers volets ont été sélectionnés au Festival international du film de Singapour.
Parallèlement à sa carrière de réalisateur, Rizal exerce le rôle de directeur de la photographie. Il commence sa carrière sur le moyen métrage The Corridor en 2000. En 2007, Rizal collabore pour la première fois avec le réalisateur indonésien Hanung Bramantyo sur le film Get Married pour lequel il reçoit sa première nomination au Festival du film indonésien. Par la suite, Rizal sera le directeur de la photographie sur la majorité des films de Bramantyo et sera nommé au Festival du film indonésien pour Perempuan Berkalung Sorban, Pengejar Angin, Soekarno: Indonesia Merdeka et Kartini. Il reçoit finalement le Citra Award de la meilleure photographie en 2016 pour son travail sur le film Salawaku de Pritagita Arianegara.
Rizal réalise son premier long métrage Habibie & Ainun (en) en 2012, biopic consacré à l'ancien président de la république d'Indonésie Bacharuddin Jusuf Habibie. Le film devient le plus grand succès en salles de l'histoire pour un film indonésien avec 4,6 millions de spectateurs avant d'être finalement dépassé par le film Dilan 1990 en 2018. Entre 2019 et 2020, Rizal réalise quatre nouveaux films dont Abracadabra (en) qui lui vaudra sa première nomination au prix du meilleur réalisateur lors du Festival du film indonésien 2020.

## Filmographie

### Réalisateur

#### Courts métrages
- 2004 : Yasujiro Journey
- 2004 : Aries
- 2009 : Fugu

#### Longs métrages
- 2012 : Habibie & Ainun
- 2019 : Say I Love You
- 2019 : Abracadabra
- 2020 : Anak Garuda
- 2020 : Demi Waktu

### Scénariste
- 2018 : Jejak Cinta de Tarmizi Abka
- 2019 : Abracadabra de lui-même

## Récompenses

### Citra Awards
| Year | Category               | Work                       | Result     | Notes | Ref.  |
| ---- | ---------------------- | -------------------------- | ---------- | ----- | ----- |
| 2007 | Meilleure Photographie | Get Married                | Nomination |       | [ 9 ] |
| 2009 | Meilleure Photographie | Perempuan Berkalung Sorban | Nomination |       | [ 9 ] |
| 2011 | Meilleure Photographie | Pengejar Angin             | Nomination |       | [ 9 ] |
| 2012 | Meilleure Photographie | Perahu Kertas              | Nomination |       | [ 9 ] |
| 2016 | Meilleure Photographie | Salawaku                   | Lauréat    |       | [ 9 ] |
| 2017 | Meilleure Photographie | Kartini                    | Nomination |       | [ 9 ] |
| 2020 | Meilleur Réalisateur   | Abracadabra                | Nomination |       | [ 9 ] |